# FV432
FV432（エフブイよんさんに）は、イギリス陸軍の装甲兵員輸送車。FV430シリーズの一つ。愛称のトロウジャン（Trojan）は、ギリシャ神話に登場するトロイヤ人を意味する。1960年代に導入されて以来、この装甲兵員輸送車は戦場において歩兵を輸送する最も一般的な車輌となった。1980年代2,500輌が稼動可能で、およそ1,500輌が武器輸送など作戦行動を行った。
FV432は新たに開発されたウォーリア装甲戦闘車やCVR（T）シリーズと交代するため段階的に運用を停止して退役するはずであったが、現在は10年後まで運用することになり延命措置とグレードアップが行われた。主にエンジン、ステアリング・ユニット、ブレーキ・システムなどを改修している。

## 概要
FV432はFV430シリーズの1つとして1962年にGKN サンキー社が生産を開始し、生産を終える1971年までに約3,000輌が製造された。
同時期のM113や73式装甲車はアルミ合金製であったのに対しFV432は鋼鉄製だった。シャーシは前部にエンジン、操縦席を右側に配置した従来の構造で操縦席の真後ろは車長のハッチがある。その他にも乗員室の天井部に大きく開閉できるハッチが設けられ、後部に観音開きのドアがある。乗員室は5つの座席があり、貨物の搭載を考慮してそれらの席は折り畳める構造であった。なお、イギリス軍は原則として戦闘は車両から降りて行うことになっていたため、運ばれる歩兵を支援する火器を搭載しない古いコンセプトだった。
イギリス陸軍において正規の連隊が装備するFV432はL7 GPMGを搭載した。砲兵や工兵、通信隊が装備するFV432はブレン軽機関銃を搭載したものの、後にL7 GPMGに交換した。いずれも3連装発煙弾発射機を前部に2基装備している。水上走行用スクリーンが標準装備され、これを展開することで水上を約6km/hの速度で進むことができた。

## 各車両での仕様の違い
FV432にはB81 V型8気筒液冷ガソリンエンジンを装備したMK1とK60 直列6気筒液冷ディーゼルエンジンMK2が存在する。またMK2ではNBC対策で空調濾過装置が車内に設けられた。
またFV432は派生型も存在し任務を柔軟に運用できた。
以下の基本バリエーションが存在する。
- 指揮車型 (with an additional canvas "penthouse")
- 装甲救急車型
- 3,600 kgのカーゴキャビン搭載型
- 装甲回収車(ウィンチが内部に取り付けられている。)
- 通信車

戦闘歩兵部隊仕様
- L6 ウォンバット無反動砲

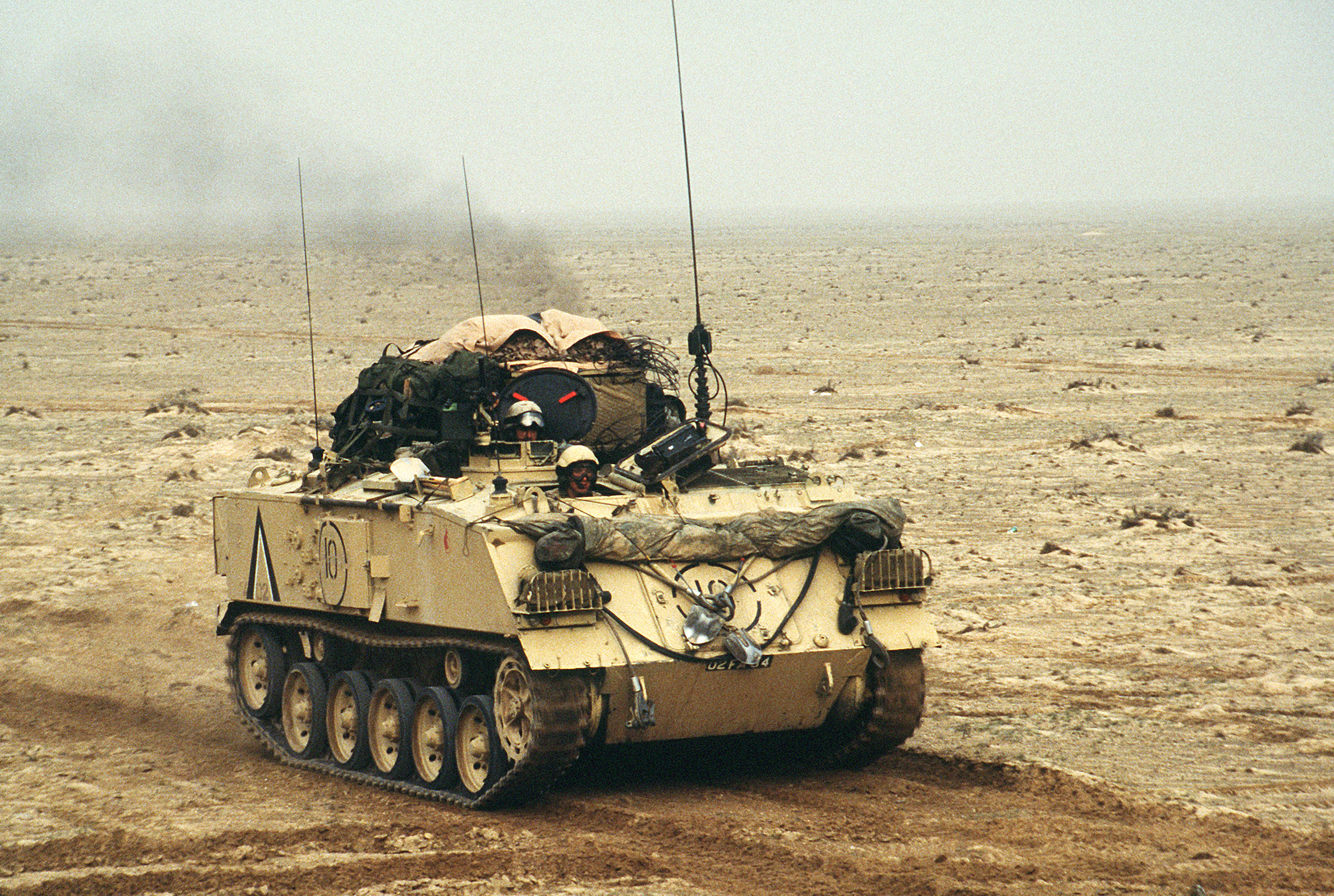
湾岸戦争に参加した第1装甲師団第7旅団所属のFV432

- カールグスタフM2無反動砲 (firing from the roof hatch)
- L16 81mm 迫撃砲(firing through the roof hatch)
- ピークエンジニアリング砲塔にL7汎用機関銃搭載
- ラーデン30mm機関砲(FV721砲塔を搭載)
- ZB 298暗視監視レーダー
- ミラン対戦車ミサイルを積み込んだもの

FV432/30
1970年代中盤、ベルリン駐留英陸軍（ベルリン旅団）のFV432にFV721の砲塔を載せる改修を施したもの。13両が改修されたところで計画が中止された。

## 比較
|          | AMPV        | M113         | FV432        | Pbv 301     | 60式        | 63式         | 73式        |
| -------- | ----------- | ------------ | ------------ | ----------- | ----------- | ------------ | ----------- |
| 画像     |             |              |              |             |             |              |             |
| 全長     | 7.2 m       | 4.86 m       | 5.25 m       | 4.66 m      | 4.85 m      | 5.476 m      | 5.80 m      |
| 全幅     | 3.7 m       | 2.69 m       | 2.80 m       | 2.23 m      | 2.40 m      | 2.978 m      | 2.90 m      |
| 全高     | 3.1 m       | 2.50 m       | 2.28 m       | 2.64 m      | 1.70 m      | 2.58 m       | 2.21 m      |
| 重量     | 39 t        | 12.3 t       | 15.3 t       | 11.7 t      | 11.8 t      | 12.6 t       | 13.3 t      |
| 最大出力 | 600 hp      | 275 hp       | 240 hp       | 150 hp      | 220 hp      | 320 hp       | 300 hp      |
| 最高速度 | 61 km/h     | 64 km/h      | 52 km/h      | 45 km/h     | 45 km/h     | 65 km/h      | 60 km/h     |
| 乗員数   | 2名+兵員6名 | 2名+兵員11名 | 2名+兵員10名 | 2名+兵員8名 | 4名+兵員6名 | 2名+兵員13名 | 4名+兵員8名 |

## 退役後
イギリスにおける運用が終わったいくつかの余剰車はインドに売却された。
また、民間に払い下げられたものもあり、その中には、転輪を一組追加しエンジン配置を変更、第二次世界大戦時のドイツ国防軍の突撃砲を模した外観に大改造されて『バンド・オブ・ブラザース』などの映像作品に登場している例もある。